# Vermelho Congo
Vermelho Congo ou vermelho do Congo é o sal sódico do ácido benzidinodiazo-bis-1-naftilamina-4-sulfônico (fórmula: C32H22N6Na2O6S2; peso molecular: 696.66 g/mol). É um corante diazo secundário. Vermelho do Congo é solúvel em água, produzindo uma solução coloidal vermelha; sua solubilidade é melhor em solventes orgânicos tais como o etanol.
Ele tem uma forte, aparentemente não-covalente afinidade a fibras de celulose. Entretanto, o uso de vermelho do Congo na indústria de celulose (algodão têxtil, polpa de madeira & papel) foi há muito abandonada, especialmente por causa de sua toxicidade.
Sendo tóxico e suspeito de ser cancerígeno e mutagênico, mas ainda sim usado no tingimento de seda, sua eliminação no ambiente se torna difícil, tendo sido desenvolvidas técnicas de eliminação com o uso de decomposição por ultrassom (sonólise), assim como sua eliminação pela fotodecomposição acelerada pela presença de óxido de estanho (IV) e óxido de zinco.

## Historia
Vermelho Congo foi primeiro sintetizado em 1883 por Paul Bottiger que estava trabalhando então para a  Friedrich Bayer Company em Elberfeld, Alemanha. Ele estava buscando por corantes têxteis que não requeressem uma etapa mordente. A companhia não se interessou em sua brilhante cor vermelha, então ele registrou a patente em seu nome e a vendeu a companhia AGFA de Berlim. AGFA comercializou o corante sob o nome de "Vermelho Congo", um nome atrativo na Alemanha no período da Conferência de Berlim para a África Ocidental de 1884, um importante evento na Colonização da África. O corante foi um importante sucesso comercial para a AGFA. Nos anos seguintes, pelas mesmas razões, outros corantes foram comercializados usando o nome "Congo": Congo rubina, Congo corinto, Congo brilhante, laranja Congo, castanho Congo, e azul Congo. 

## Comportamento em solução
Devido a mudança de cor de azul pa avermelho a pH 3.0-5.2, vermelho Congo pode ser usado como um indicador de pH. Sendo esta mudança de cor aproximadamente a inversa daquela do litmus, ele pode ser usado com papel de litmus: adiciona-se uma ou duas gotas de vermelho do Congo a uma solução ácida e a uma solução básica. Mergulha-se o papel de litmus vermelho na solução vermelha e esta tornar-se-á azul, e ao mergulhar o papel de litmus azul na solução azul esta se tornará vermelha.
Vermelho Congo tem propensão a se agregar em soluções aquosas e orgânicas. Os mecanismos propostos sugerem interações hidrofóbicas entre os anéis aromáticos das moléculas do corante, levando ao fenômeno stacking π-π. Embora estes agregados estejam presentes em vários tamanhos e formas, as "micelas como fitas" de algumas moléculas parece a forma predominante (mesmo se o termo "micela" não seja totalmente apropriado aqui). Este fenômeno de agregação é mais importante para concentrações elevadas de vermelho do Congo, em altas salinidades e/ou baixo pH.
Como indicador de pH é utilizado na forma de solução aquosa a 0,1%.

## Atividade corante
Como sugerido por sua cor vermelha intensa, o vermelho Congo tem importantes propriedades espectrométricas. Certamente, seu espectro de absorção UV-visível mostra um pico característico, intenso em torno de 498 nm na solução aquosa, em concentração baixa do corante. O coeficiente de extinção molar do vermelho Congo é aproximadamente 45000 L/mol.cm nestas circunstâncias. 
A agregação do corante tende ao vermelho no espectro de absorção, onde a ligação à fibras de celulose  ou à fibras de amiloides tem o efeito oposto. O vermelho de Congo mostra também atividade de fluorescência quando ligado à fibras de amiloides, que tende a ser usado como uma ferramenta sensível de diagnóstico para amiloidose, em vez do teste histológico de birrefringência tradicional.

## Usos

### Em diagnóstico
Em bioquímica e histologia, vermelho Congo é usado em preparados para coloração biológica microscópica, especialmente como um corante de citoplasma e eritrócitos. A birrefringência verde-maçã do vermelho Congo que colore preparados sob luz polarizada é indicativo para a presença de fibrilas amilóides.
Esta aplicação o permite ser usado como corante no diagnóstico de carcinoma da tireóide,  ou ainda amiloidose pelo tecido do fígado.
Técnicas modificadas permitem a análise de tecidos embebidos em plásticos.
Outras técnicas igualmente modificadas permitem o diagnóstico em músculos e nervos em seções resfriadas.
Adicionalmente, vermelho Congo é usado em epidemiologia microbiológica para rapidamente identificar a presença de serotipos virulentos 2a Shigella flexneri, onde o corante liga-se a estrutura única de lipopolissacarídeos (LPS) das bactérias.
É usado em combinação com o corante hematoxilina em algumas técnicas de coloração para histologia, como a modificação de Puchtler. Existem também modificações para meios alcalinos, com a solução de hematoxilina de Gills.
Também é pesquisada sua utilidade como corante no diagnóstico de Candida e outros fungos patogênicos.

### Outros usos
É usado em formulações de meios de cultura para micro-organismos, como o agar-vermelho congo.
Sua descoloração por ação de enzimas e peróxido de hidrogênio é usada para a determinação de atividade enzimática.
Pesquisa-se seu uso no tratamento de encefalopatias espongiformes transmissíveis (TSEs, do inglês transmissible spongiform encephalopathies).